# Didoko
Didoko è una città e sottoprefettura della Costa d'Avorio appartenente al dipartimento di Divo. Conta una popolazione di 21 660 abitanti (censimento 2014).